# Lutz Landwehr von Pragenau
Lutz Landwehr von Pragenau (* 13. November 1963 in Regensburg) ist ein deutscher Komponist.

## Leben
Lutz Landwehr von Pragenau absolvierte sein Kompositionsstudium zunächst bei Wilhelm Killmayer an der Staatlichen Hochschule für Musik und Theater München. Daran schloss sich eine Meisterklasse bei Hans-Jürgen von Bose (1992–1994) an.
Seine Werke wurden u. a. auf dem A•DEvantgarde-Festival sowie im Rahmen der EuroGames aufgeführt.
An Auszeichnungen erhielt er u. a. das Musikstipendium der Landeshauptstadt München (1994).
Er wirkt als Dirigent des Regensburger Orchesters am Singrün und hat einen Lehrauftrag an der Universität Regensburg am Institut für Musikpädagogik inne. Lutz Landwehr von Pragenau lebt in München.

## Werk
Im Sinne seiner Mentoren Wilhelm Killmayer und Hans-Jürgen von Bose ist ihm an einer Überwindung des Topos Neue Musik gelegen. Er knüpft mit seinem sinnstiftenden Spiel von Hörerwartungen am Spätwerk von Wilhelm Killmayer und Günter Bialas an. Seine Formen erinnern an die Schnitttechniken von Hans-Jürgen von Bose – insbesondere dessen Oper Schlachthof 5.

### Musiktheater
- Der Jäger von Fall nach einem Libretto von Wilhelm Killmayer (1991)

### Orchestermusik
- Times Square Music für großes Orchester (1990)
- Running Riot für Brass Band und Orchester (1993)
- ... mild und leise ... Tristans Tod für großes Orchester (2010)

### Kammermusik
- Klavierquintett für Paul Celan (1990)
- Berührungen für Klavier vierhändig und Conga (1999)
- The Day After Rendevouz für Violine, Tuba und Zuspielband (1992)
- Silence invades the breathing wood für Sopran, Violine, Viola, Cello und kleines Schlagwerk (2011)
- Takte und Gewichte für Streichquartett (2001)
- In der Schwebe für Cello und Klavier (2009)
- Yolimba läßt grüßen Variationen über ein Thema von Wilhelm Killmayer für Violine und Klavier (2010)
- Duo concertant für zwei Klaviere (1997)

### Vokalmusik
- Zwei Lieder für Bariton und Klavier (1979): op. 1/1 (Freundliche Vision), op. 1/2 (Traum durch die Dämmerung)
- Missa in excelsis für Frauenchor (2002)
- tierisch gebildet, Kantate für Sprecher, Chor, und Instrumente nach Gedichten von Christian Morgenstern (2004)
- Zwei Lieder für tiefe Stimme (ital.) nach Texten von Aldo Palazzeschi (2008): 1.Il Passo delle Nazarene 2.Il segno